# Disa multifida
Disa multifida är en orkidéart som beskrevs av John Lindley. Disa multifida ingår i släktet Disa och familjen orkidéer. Inga underarter finns listade i Catalogue of Life.